# Resposta sexual humana

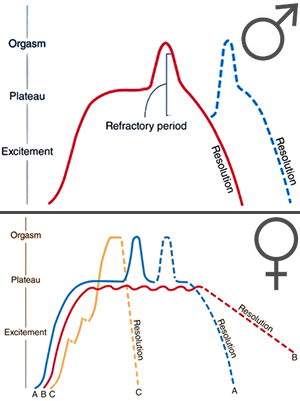
Ciclos típicos da resposta sexual

Na resposta sexual humana, segundo o modelo multifásico de Masters e Johnson e Helen Kaplan, temos que “cada componente é anatomicamente distinto, e cada componente, se inibido, provoca síndromes clínicas distintas”. Divide-se nos seguintes estágios:
Desejo > Excitação > Orgasmo > Resolução 

## Resposta sexual feminina

### Fase do desejo
É, em essência, uma experiência subjetiva. A mulher tem como incitadores de desejos seus sentidos e o pensamento. A ideia do ato sexual se faz presente, e há a mudança da percepção de estímulos que antes poderiam ser indiferentes ou mesmo dolorosos para uma experiência prazerosa que a faz avançar pelas fases subsequentes.
Fisiologia pouco compreendida, mas sabe-se que sua base está nos hormônios andrógenos. ‏

### Fase de excitação (lubrificação-tumescência)
Ocorre aqui a resposta fisiológica do corpo: tensão muscular, vaso-congestão da genitália, lubrificação vaginal, ligeiro aumento do clitóris, elevação do útero > expansão da vagina‏ (efeito barraca).‏

### Fase orgásmica
Contrações reflexas ritmadas da musculatura peri-vaginal e perineal (8 décimos de segundo, 3 a 12 contrações).‏
“A circulação se acelera, os olhos violentamente injetados tornam-se esgazeados, a respiração ofegante e entrecortada em alguns sujeitos, é retida em outros; os centros nervosos congestionados só comunicam sensações e volições confusas, a motilidade e a sensibilidade demonstram inexprimível desordem”.

### Fase de resolução
Relaxamento e regressão das alterações.
O clitóris geralmente retorna a sua posição normal em cerca de 10 segundos e a plataforma orgásmica sofra uma rápida detumescência. Podem transcorrer 10 a 15 minutos até que a vagina retorne a seu estado prévio (não-estimulado) e para que o útero atinja sua posição basal. Os pequenos lábios perdem sua coloração arroxeada logo após o orgasmo.

## Resposta sexual masculina
Semelhante à feminina em seu início. No entanto, nos homens o estímulo visual é de maior importância para iniciar e manter o desejo sexual.
A excitação é marcada pela ereção. Duas alterações são as mais importantes: congestão vascular no aparelho genital e extragenital, e a contração involuntária de fibras musculares. 
Tal reação não se limita à genitália: a pele torna-se ruborizada, os mamilos se eriçam e aumentam a sensibilidade. Há aumento da pressão sanguínea, frequência cardíaca e respiratória. Há miotonia nos órgãos próximos (reto, uretra e bexiga). 
Culmina com o orgasmo, marcado pela expulsão do sêmen.
Diferentemente do que ocorre na mulher, após o orgasmo, o homem apresenta um período refratário até que possa iniciar nova atividade sexual.